# 三井松島ホールディングス
三井松島ホールディングス株式会社（みついまつしまホールディングス）は、福岡県福岡市中央区に本社を置く企業。

## 概要
元々は池島炭鉱で炭鉱事業が行われていた。社名の「松島」は、かつて長崎県の松島にあった松島炭鉱に由来する。
2014年2月に日本ストローを傘下を収めたのを皮切りに、M&Aによる事業承継にも着手し、2018年10月に主事業であった石炭販売事業を分社化して持株会社へ移行してからは明光商会や日本カタンを傘下に収めるなど事業承継を加速させ、特定の分野で長けているニッチ企業に特化したグループを統括する企業としての位置づけも強くなっている。
三井グループ各社の役員間の相互親睦と情報交換を目的とする会合である「三井月曜会」の加盟企業であり、三井住友銀行が主要株主のひとつとなっているが、創業の地である長崎県の地元の金融機関である十八親和銀行（旧:親和銀行）も主要株主として出資している。

## 沿革
- 1913年（大正2年）1月 - 古賀家（古賀鉱業）の経営する松島炭鉱（長崎県）を共同開発するため、三井鉱山と古賀鉱業の出資により設立。当初の社名は松島炭鉱株式会社。初代会長古賀春一。
- 1917年（大正6年）3月19日 - 坑内で火災。死者50人[2]。
- 1929年（昭和4年）6月26日 - 松島炭鉱第3坑で出水事故。作業員42人が溺死[3]。
- 1935年（昭和10年） - 三井鉱山より大島炭鉱の権益取得、開発着手。
- 1940年（昭和15年）3月 - 松島炭鉱事実上閉山。
- 1949年（昭和24年）11月27日 - 大島町内に存在した大島第2坑でガス爆発が発生。死者7人、負傷者46人[4]。
- 1951年（昭和26年）9月7日 - 大島第1坑でガス爆発が発生。死者10人、重症者5人[4]。
- 1952年（昭和27年）1月 - 資本金を50百万円に増資し、同年3月池島坑の開発に着手。
- 1961年（昭和36年）10月 - 東京証券取引所2部に上場。
- 1962年（昭和37年）2月 - 東京証券取引所1部へ指定替え。同年4月福岡証券取引所に上場。
- 1963年（昭和38年）9月 - 大阪証券取引所1部に上場。
- 1970年（昭和45年） - 大島鉱業所閉山。
- 1973年（昭和48年）
  - 2月 - 資本金300百万円で池島炭鉱株式会社を設立。
  - 4月 - 石炭事業を池島炭鉱株式会社に譲渡し、松島炭鉱から松島興産株式会社に商号変更。同時に池島炭鉱株式会社は松島炭鉱株式会社に商号変更。
- 1983年（昭和58年）4月 - 三井鉱山建材販売株式会社を吸収合併し、三井松島産業株式会社（初代）に商号変更。
- 2001年（平成13年）11月 - 松島炭鉱株式会社池島炭鉱閉山。
- 2003年（平成15年）3月 - 大阪証券取引所上場廃止。
- 2013年（平成25年） - 創業100周年。
- 2014年（平成26年）2月 - ストローや紙コップ等の製造を行う日本ストロー株式会社の株式を取得し、子会社化。
- 2015年（平成27年）10月 - 紳士服・婦人服・ワイシャツの生産を行う花菱縫製株式会社の株式を取得し、子会社化。
- 2017年（平成29年）
  - 2月 - マスクブランクス（ガラス基板上に金属膜と感光膜をコーティングしたもの）の専業メーカーであるクリーンサアフェイス技研株式会社（現・CST株式会社）の株式を取得し、子会社化。
  - 6月 - 三井港倶楽部の所有権を取得し、管理・運営を開始。
- 2018年（平成30年）10月1日 - 石炭販売事業を新設分割により三井松島産業株式会社（2代目）へ承継するとともに、三井松島ホールディングス株式会社に商号変更し、持株会社制へ移行[5]。
- 2019年（平成31年）4月26日 - 事務機器メーカーで、「MSシュレッダー」の製造販売元として知られる株式会社明光商会の発行済株式の99.79%を取得し、子会社化[6]。
- 2020年（令和2年）
  - 3月31日 - 子会社の株式会社エムアンドエムサービス（2012年(平成24年)7月に子会社化）の全株式を大和PIパートナーズ株式会社が設立する買収目的会社へ譲渡[7]。
  - 4月1日 -
    - ペット関連事業（高品質ペットフードの輸入卸と企画販売、及びペットショップ・動物病院の運営）を担う株式会社ケイエムティの発行済み株式の93.075%を取得し、子会社化[8]。
    - 水晶デバイスの生産設備・計測装置の製造・販売を行う三生電子株式会社の発行済株式全てを取得し、子会社化[9]。
- 2021年（令和3年）
  - 2月1日 - 住宅関連部材の製造・販売を行う株式会社システックキョーワの発行済み株式全てを取得し、子会社化[10]。
  - 8月1日 - 当社が所有していた長崎地区における資産並びに資産管理事業を子会社の三井松島リソーシス株式会社へ譲渡[11]。
- 2022年（令和4年）
  - 1月 - 子会社の花菱縫製株式会社の紳士服・婦人服・ワイシャツの販売事業を新設分割により設立された株式会社花菱へ承継。
  - 5月9日 - 鉄塔と送電線を連結する送電線用架線金具の専業メーカーである日本カタン株式会社（同年5月1日に日本カタンホールディングス株式会社が子会社の(旧)日本カタン株式会社を吸収合併して事業会社化）の発行済株式の50.06%を取得し、子会社化[12]。
- 2023年（令和5年）
  - 2月15日 - 丸紅株式会社の100%子会社で、レジロール用記録紙などのロール製品の加工販売を行う丸紅オフィス・サプライ株式会社の発行済株式の50.1%を取得。同社はMOS株式会社に商号変更の上で子会社化する[13]。
  - 5月23日 - 丸紅株式会社のプットオプション行使に伴う追加の株式取得によりMOS株式会社を100%子会社化[14]。
  - 7月 - オーストラリアのリデル炭鉱が閉山。原炭採掘を終了[15]。
  - 9月1日 - 株式会社夕原テクノグループの100%子会社で、計量装置製造を主体に接続管・修理管製造装置など特殊計測器製造を手掛けている株式会社プラスワンテクノの発行済株式すべてを取得し子会社化[16]。
  - 12月8日 - 株式会社杉山チェン製作所、ゼクサスチェン株式会社、MAXCO Chain, Ltd.の3社を傘下に持ち、グループで産業用ローラーチェーンやコンベアチェーンの製造販売を行う持株会社である株式会社ジャパン・チェーン・ホールディングスの発行済株式の50.1%を取得し、子会社（中間持株会社）化[17]。
- 2024年（令和6年）
  - 3月4日 - プットオプション行使に伴う追加の株式取得により株式会社ジャパン・チェーン・ホールディングスを100%子会社化[18]。
  - 3月31日 - この日までに石炭販売を終了。111年にわたって続けてきた石炭事業から撤退した[15]。
  - 4月 - 子会社の株式会社花菱の66%を「オーダースーツのヨシムラ」などのブランド名で展開している吉村株式会社へ譲渡し、合弁会社（当社の持分法適用関連会社）に移行するとともに、同社と資本業務提携契約を締結。
  - 10月1日 - 東京証券取引所プライム市場における業種変更（「鉱業」→「その他製品」へ）[19]。

## 主要事業所
- 本社 - 福岡市中央区大手門1-1-12　大手門パインビル　11F・10F

## 関連企業
以下はすべて株式会社である
- 日本ストロー（ストロー・カップ・食品用容器事業）
- 花菱（テーラー事業、吉村との合弁で持分法適用関連会社）
- 明光商会（シュレッダーを中心としたオフィス事業）
- ケイエムティ（プレミアムペットフード事業）
- システックキョーワ（住宅関連部材事業）
- MOS（感熱レジロール加工販売事業）
- CST（マスクブランクス事業）
- 三生電子（水晶デバイスの製造設備・計測装置事業）
- 日本カタン（送電線用下線金具事業）
- プラスワンテクノ（食品工場向け計量装置製造事業）
- ジャパン・チェーン・ホールディングス（産業用ローラーチェーン・コンベアチェーンを中心とした総合チェーン事業）
  - 杉山チエン製作所
  - ゼクサスチェン
- MMエナジー（再生可能エネルギーによる発電事業）
- 三井松島リソーシス（長崎地区の旧炭鉱跡地を中心とした不動産管理・池島炭鉱体験施設運営・一般廃棄物収集運搬業務の受託事業）
- 大島商事（長崎県西海市大島町におけるプロパンガスの卸・小売販売及びコンビニエンスストアの運営事業）
- 港倶楽部オペレーションズ（三井港倶楽部の管理・運営事業）